# Марс (мореплавание)
Марс (от нидерл. mars) — морской термин, площадка на топе составной мачты, прикреплённая к её салингу. На парусниках служит для разноса стень-вант и для некоторых работ при постановке и уборке парусов. На марсах военных кораблей, как правило, устанавливали леер и во время боя там могли стоять стрелки. С появлением систем управления артиллерийским огнём на марсах стали размещать дальномерные и прожекторные посты.
Боевой марс — марс на крупном военном корабле, используемый для установки малокалиберных орудий.